# Caladenia marginata
Caladenia marginata är en orkidéart som beskrevs av John Lindley. Caladenia marginata ingår i släktet Caladenia och familjen orkidéer. Inga underarter finns listade i Catalogue of Life.

## Bildgalleri

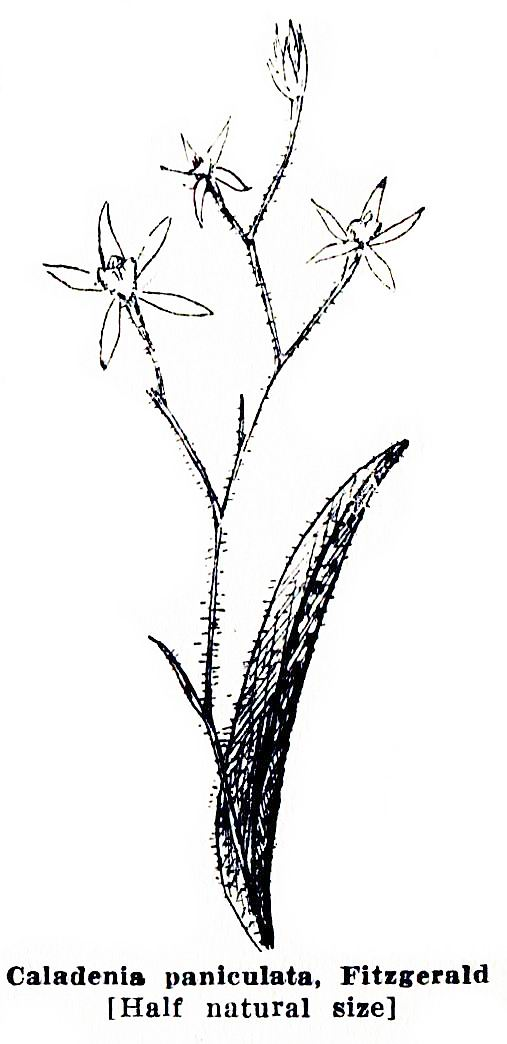